# Конотоп (Ростовская область)
Конотоп — упразднённый хутор в Верхнедонском районе Ростовской области. На момент упразднения входит в состав Мигулинского сельсовета. В 2001 году исключен из учётных данных.

## География
Располагался на левом берегу Дона, в 5 км к юго-востоку от станицы Мигулинская.

## История
Отмечен на картах 1980-х годов издания как Лесоучасток. В районе хутора действовала паромная переправа через Дон.
По некоторым данным, хутор возник как отделение районного мехлесхоза. В 1990-х годах пожар уничтожил лес, находившийся в ведении Конотопского лесоучастка. Жители потеряли работу и были вынуждены покинуть свои дома.